# سیارک ۵۵۸۷۵
سیارک ۵۵۸۷۵ (به انگلیسی: 55875 Hirohatagaoka، نامگذاری:1997VH) پنجاه و پنج هزار و هشتصد و هفتاد و پنجمین سیارک کشف شده‌است که در ۱ نوامبر ۱۹۹۷ کشف شد.